# هورست كاسبار
هورست كاسبار (بالألمانية: Horst Caspar)‏ (و. 1913 – 1952 م) هو ممثل مسرحي، وممثل أفلام ألماني، توفي في برلين، عن عمر يناهز 39 عاماً.

## وصلات خارجية
- هورست كاسبار على موقع IMDb (الإنجليزية)
- هورست كاسبار على موقع روتن توميتوز (الإنجليزية)
- هورست كاسبار على موقع أول موفي (الإنجليزية)
- هورست كاسبار على موقع قاعدة بيانات الأفلام السويدية (السويدية)
- هورست كاسبار على موقع ديسكوغز (الإنجليزية)
- هورست كاسبار على موقع قاعدة بيانات الفيلم (الإنجليزية)
- هورست كاسبار على موقع كينوبويسك (الروسية)